# Vestland
Vestland este o provincie norvegiană (fylke), care a fost creată la 1 ianuarie 2020 prin fuziunea provinciilor Hordaland și Sogn og Fjordane fără municipalitatea Hornindal. Baza a fost rezoluția Stortingului din 8 iunie 2017, care prevedea o reducere la unsprezece fylke, ca parte a unei reforme regionale.
Sediul Fylkeskommune este Bergen, iar sediul administratiei de stat Hermansverk. Există 65 de reprezentanți în parlamentul provinciei (Fylkesting). Limbajul administrativ este nynorsk.

## Geografie
Vestland se învecinează cu Møre og Romsdal la nord, Innlandet și Viken la est, Vestfold og Telemark la sud-est și Rogaland la sud. Provincia este zona centrală a regiunii Vestlandet a țării.
Coasta Vestlandului este puternic delimitată de fiorduri. Cele mai mari sunt Sognefjord, Hardangerfjord și Nordfjord. Munții Scandinavi caracterizează întreaga provincie, în special cu Jotunheimen și Hardangervidda. Cel mai înalt munte este Store Skagastølstind⁠(d) la 2405 m.d.m.. Pe munții Jostedalsbreen⁠(d), Folgefonna⁠(d) și Hardangerjøkul⁠(d) există mari ghețari continentali în provincia Vestland.
Traseul drumului european E39 trece de-a lungul coastei. Cea mai importantă conexiune rutieră vest-est este ruta europeană 16 de la Bergen la Oslo, care pe porțiuni lungi merge paralel cu Bergensbanen. Flåmsbana⁠(d) este importantă pentru turism. Aeroportul principal este Aeroportul Bergen, următorul ca mărime este Aeroportul Florø.

## Diviziunile administrative
De la data de 1 ianuarie 2020 Vestland este împărțit în 43 de comune (în norvegiană kommune). Nouă comune au fost create în același timp cu provincia prin fuziunea vechilor comune:
- Alver (din Lindås, Meland și Radøy )
- Bjørnafjorden (din Fusa și Os )
- Høyanger (din Høyanger și orașul Nessane din municipiul Balestrand [5] )
- Chin (din Flora și Vågsøy fără Bryggja)
- Sogndal (din Balestrand, cu excepția Nessane, Leikanger și Sogndal)
- Stad (din Eid, Selje și orașul Bryggja din municipiul Vågsøy)
- Sunnfjord (din Førde, Gaular, Jølster și Naustdal )
- Ullensvang (din Jondal, Odda și Ullensvang)
- Voss (de la Granvin și Voss)
- Øygarden (de la Fjell, Sund și Øygarden). [6]

| Numărul comunei | Nume          | Harta    | Centrul adm.   | Locuitori 1.01.2023 | Supr. km² | District                  |
| --------------- | ------------- | -------- | -------------- | ------------------- | --------- | ------------------------- |
| 4601            | Bergen        |          | Bergen         | 289.330             | 464,76    | Hordaland                 |
| 4602            | Kinn          |          | Florø          | 17.179              | 811,85    | Sunnfjord/Nordfjord       |
| 4611            | Etne          |          | Etnesjøen      | 4073                | 735,28    | Sunnhordland              |
| 4612            | Sveio         |          | Sveio          | 5732                | 246,15    | Sunnhordland              |
| 4613            | Bømlo         |          | Svortland      | 12.132              | 246,57    | Sunnhordland              |
| 4614            | Stord         |          | Leirvik        | 19.098              | 143,72    | Sunnhordland              |
| 4615            | Fitjar        |          | Fitjar         | 3181                | 142,47    | Sunnhordland              |
| 4616            | Tysnes        |          | Uggdal         | 2910                | 255,12    | Sunnhordland              |
| 4617            | Kvinnherad    |          | Rosendal       | 13.058              | 1.090,74  | Sunnhordland              |
| 4618            | Ullensvang    |          | Odda           | 11.148              | 3.229,89  | Hardanger                 |
| 4619            | Eidfjord      |          | Eidfjord       | 962                 | 1.498,24  | Hardanger                 |
| 4620            | Ulvik         |          | Ulvik          | 1056                | 811,85    | Hardanger                 |
| 4621            | Voss          |          | Vossevangen    | 16.144              | 2.041,96  | Voss                      |
| 4622            | Kvam          |          | Norheimsund    | 8531                | 616,95    | Hardanger                 |
| 4623            | Samnanger     |          | Tysse          | 2495                | 269,06    | Midthordland              |
| 4624            | Bjørnafjorden |          | Osøyro         | 25.596              | 517,4     | Midthordland              |
| 4625            | Austevoll     |          | Storebø        | 5297                | 117,22    | Midthordland              |
| 4626            | Øygarden      |          | Straume        | 39.368              | 314,51    | Midthordland              |
| 4627            | Askøy         |          | Kleppestø      | 29.989              | 101,1     | Midthordland Nordhordland |
| 4628            | Vaksdal       |          | Dale           | 3875                | 715,37    | Nordhordland              |
| 4629            | Modalen       |          | Mo             | 380                 | 411,98    |                           |
| 4630            | Osterøy       |          | Lonevåg        | 8152                | 255,11    | Nordhordland              |
| 4631            | Alver         |          | Knarvik        | 29.920              | 679,15    |                           |
| 4632            | Austrheim     |          | Årås           | 2856                | 57,54     | Nordhordland              |
| 4633            | Fedje         |          | Fedje          | 513                 | 9,27      | Nordhordland              |
| 4634            | Masfjorden    |          | Masfjordnes    | 1654                | 556,08    | Nordhordland              |
| 4635            | Gulen         |          | Eivindvik      | 2228                | 599,41    | Ytre Sogn                 |
| 4636            | Solund        |          | Hardbakke      | 756                 | 228,2     | Ytre Sogn                 |
| 4637            | Hyllestad     |          | Hyllestad      | 1268                | 258,9     | Ytre Sogn                 |
| 4638            | Høyanger      |          | Høyanger       | 3949                | 1.000,92  | Ytre Sogn                 |
| 4639            | Vik           |          | Vikøyri        | 2561                | 833,21    | Indre Sogn                |
| 4640            | Sogndal       |          | Hermansverk    | 12.198              | 1.257,84  | Indre Sogn                |
| 4641            | Aurland       |          | Aurlandsvangen | 1775                | 1.467,69  | Indre Sogn                |
| 4642            | Lærdal        |          | Lærdalsøyri    | 2129                | 1.342,52  | Indre Sogn                |
| 4643            | Årdal         |          | Årdalstangen   | 5172                | 976,58    | Indre Sogn                |
| 4644            | Luster        |          | Gaupne         | 5302                | 2.706,35  | Indre Sogn                |
| 4645            | Askvoll       |          | Askvoll        | 2949                | 326,24    | Sunnfjord                 |
| 4646            | Fjaler        |          | Dale           | 2913                | 416,59    | Sunnfjord                 |
| 4647            | Sunnfjord     |          | Førde          | 22.215              | 2.208,13  | Sunnfjord                 |
| 4648            | Bremanger     |          | Svelgen        | 3482                | 833,12    | Nordfjord                 |
| 4649            | Stad          |          | Nordfjordeid   | 9543                | 752,78    | Nordfjord                 |
| 4650            | Gloppen       |          | Sandane        | 5892                | 1.030,53  | Nordfjord                 |
| 4651            | Stryn         |          | Stryn          | 7244                | 1.382,02  | Nordfjord                 |
| 46              | Vestland      | Vestland | Vestland       | 646.205             | 33.870,52 | Vestlandet                |

## Stema
Stema Vestland reprezintă munți argintii, decalați pe un fundal albastru, simbolizând fiordurile. Motivele de munte și fiord au fost anterior cele mai frecvent sugerate de locuitorii noii provincii.